# Kyle Wilson
Kyle Wilson, född 5 december 1984 i Oakville, är en kanadensisk professionell ishockeyspelare som spelar för Eisbären Berlin i DEL. Han har tidigare spelat för Washington Capitals, Columbus Blue Jackets och Nashville Predators i NHL.

## Spelarkarriär
Kyle Wilson valdes i den nionde omgången som 272:e spelare totalt av Minnesota Wild i NHL Entry Draft 2004. Han gjorde sin NHL-debut säsongen 2009-10 med Washington Capitals under vilken han gjorde två assist på två matcher och +1 i plus/minus.
Den 2 juli 2010 undertecknade Wilson ett ettårskontrakt som free agent med Columbus Blue Jackets. Han inledde säsongen 2010-11 med Columbus och efter att ha placerats på läktaren under de första fem matcherna gjorde han sin debut i Blue Jackets den 22 oktober 2010, där han tog två utvistningar och en -2-notering i den första perioden av en 6-2–förlust mot Calgary Flames. Wilson flyttades till fjärdelinan där han ersatte den skadade Ethan Moreau och noterades för sitt första NHL-mål den 25 oktober 2010 mot Brian Boucher i Philadelphia Flyers.
Den 5 juli 2011 undertecknade Wilson ett tvåårskontrakt med Nashville Predators. Den första säsongen av kontraktet var värt  550 000 dollar i NHL och 105 000 i AHL. Den andra säsongen var ett envägskontrakt värt 550 000 dollar.
Efter sin första säsong med Predators blev Wilson den 15 juni 2012 trejdad tillsammans med Anders Lindbäck och ett draftval i sjunde omgången till Tampa Bay Lightning för Sébastien Caron, två draftval i andra omgången och ett draftval i tredje omgången. I mitten av en besvikelse till säsong under 2012-13 där Wilson gjorde fem mål på 22 matcher i Tampa Bays AHL-lag Syracuse Crunch blev han trejdad till Anaheim Ducks i utbyte mot Dan Sexton den 11 mars 2013.
Den 12 juni 2013 meddelade KHL-klubben Dinamo Riga att de hade skrivit ett kontrakt med Wilson. Säsongen i Riga blev lyckad och Wilson vann lagets interna poängliga efter att ha gjort 17 mål och 44 poäng på 49 matcher. Den 7 april 2014 skrev Wilson på för ryska Traktor Tjeljabinsk, där han dock fick lämna efter knappt halva säsongen och återvände då till Dinamo Riga.
Den 4 juni 2015 lämnade Wilson KHL och skrev ett ettårskontrakt med Modo Hockey i SHL.

## Spelarstatistik
| 2002–03    | Colgate University       | ECAC       | 33 | 4  | 2  | 6  | 15 | —  | — | — | —  | — |
| 2003-04    | Colgate University       | ECAC       | 37 | 14 | 17 | 31 | 23 | —  | — | — | —  | — |
| 2004-05    | Colgate University       | ECAC       | 30 | 5  | 18 | 23 | 12 | —  | — | — | —  | — |
| 2005-06    | Colgate University       | ECAC       | 39 | 23 | 18 | 41 | 22 | —  | — | — | —  | — |
| 2006-07    | San Antonio Rampage      | AHL        | 7  | 1  | 0  | 1  | 2  | —  | — | — | —  | — |
| 2006-07    | South Carolina Stingrays | ECHL       | 5  | 3  | 2  | 5  | 4  | —  | — | — | —  | — |
| 2006–07    | Hershey Bears            | AHL        | 54 | 24 | 30 | 54 | 26 | 19 | 7 | 9 | 16 | 8 |
| 2007–08    | Hershey Bears            | AHL        | 80 | 30 | 31 | 61 | 26 | 5  | 0 | 3 | 3  | 2 |
| 2008–09    | Hershey Bears            | AHL        | 80 | 28 | 30 | 58 | 31 | 22 | 3 | 7 | 10 | 2 |
| 2009–10    | Hershey Bears            | AHL        | 77 | 24 | 29 | 53 | 23 | 21 | 6 | 6 | 12 | 4 |
| 2009-10    | Washington Capitals      | NHL        | 2  | 0  | 2  | 2  | 0  | —  | — | — | —  | — |
| 2010-11    | Columbus Blue Jackets    | NHL        | 32 | 4  | 7  | 11 | 12 | —  | — | — | —  | — |
| 2010-11    | Springfield Falcons      | AHL        | 23 | 12 | 12 | 24 | 2  | —  | — | — | —  | — |
| 2011–12    | Milwaukee Admirals       | AHL        | 68 | 22 | 32 | 54 | 25 | 3  | 1 | 2 | 3  | 2 |
| 2011-12    | Nashville Predators      | NHL        | 5  | 0  | 0  | 0  | 0  | —  | — | — | —  | — |
| 2012-13    | Syracuse Crunch          | AHL        | 22 | 5  | 0  | 5  | 6  | —  | — | — | —  | — |
| 2012–13    | Norfolk Admirals         | AHL        | 16 | 3  | 6  | 9  | 2  | —  | — | — | —  | — |
| 2013–14    | Dinamo Riga              | KHL        | 49 | 17 | 27 | 44 | 26 | —  | — | — | —  | — |
| 2014–15    | Traktor Chelyabinsk      | KHL        | 22 | 1  | 5  | 6  | 10 | —  | — | — | —  | — |
| 2014–15    | Dinamo Riga              | KHL        | 28 | 1  | 8  | 9  | 8  | —  | — | — | —  | — |
| NHL totalt | NHL totalt               | NHL totalt | 39 | 4  | 9  | 13 | 12 | —  | — | — | —  | — |
| KHL totalt | KHL totalt               | KHL totalt | 99 | 19 | 40 | 59 | 44 | —  | — | — | —  | — |